# Tropinota squalida
Cétoine hérissée
Espèce
Tropinota squalida, la Cétoine hérissée, est une espèce d'insectes coléoptères de la famille des Scarabaeidae.

## Description
D'une longueur de 8 à 12 millimètres, cette petite cétoine possède une pubescence beige à fauve dense et dressée et un corps brun noir avec des taches blanches variables. Elle se distingue de la Cétoine grise à son pronotum sans taches blanches et de Tropinota hirta à son scutellum à ponctuation limitée aux angles antérieurs.

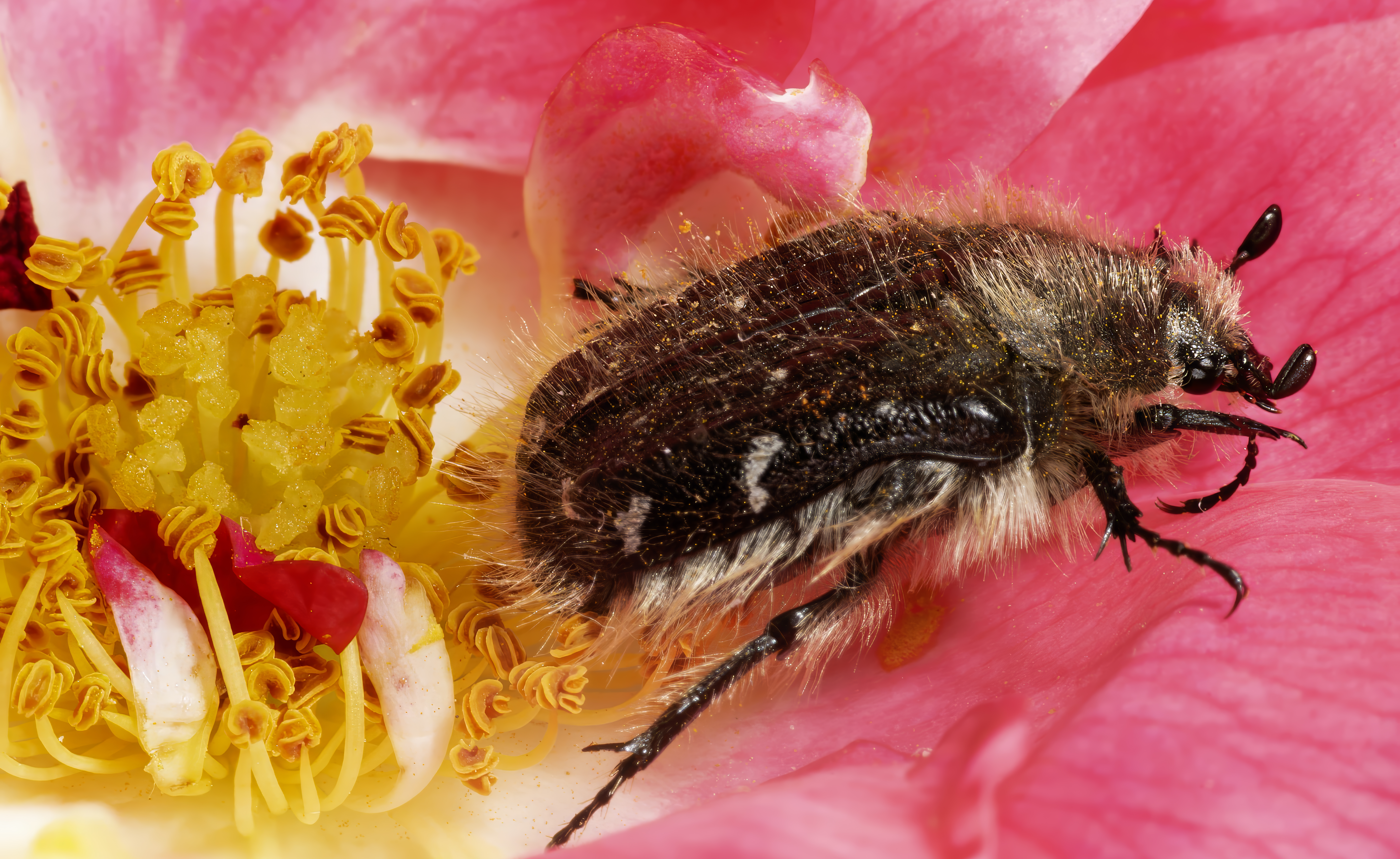
Tropinota squalida (Cétoine hérissée) sur Rosa chinensis.

## Écologie
Observable de mars à septembre, l'adulte fréquente les fleurs dont il consomme presque tous les organes. La larve se développe en une année dans la matière végétale en état de décomposition comme le bois pourri et le terreau. C'est une espèce commune des milieux ouverts comme les pelouses et les garrigues.

## Distribution
Bassin méditerranéen, remonte le long de la façade atlantique.

## Liste des sous-espèces
Selon GBIF (15 janvier 2024) :
- Tropinota squalida canariensis Lindberg, 1950
- Tropinota squalida squalida (Scopoli, 1763)

## Classification

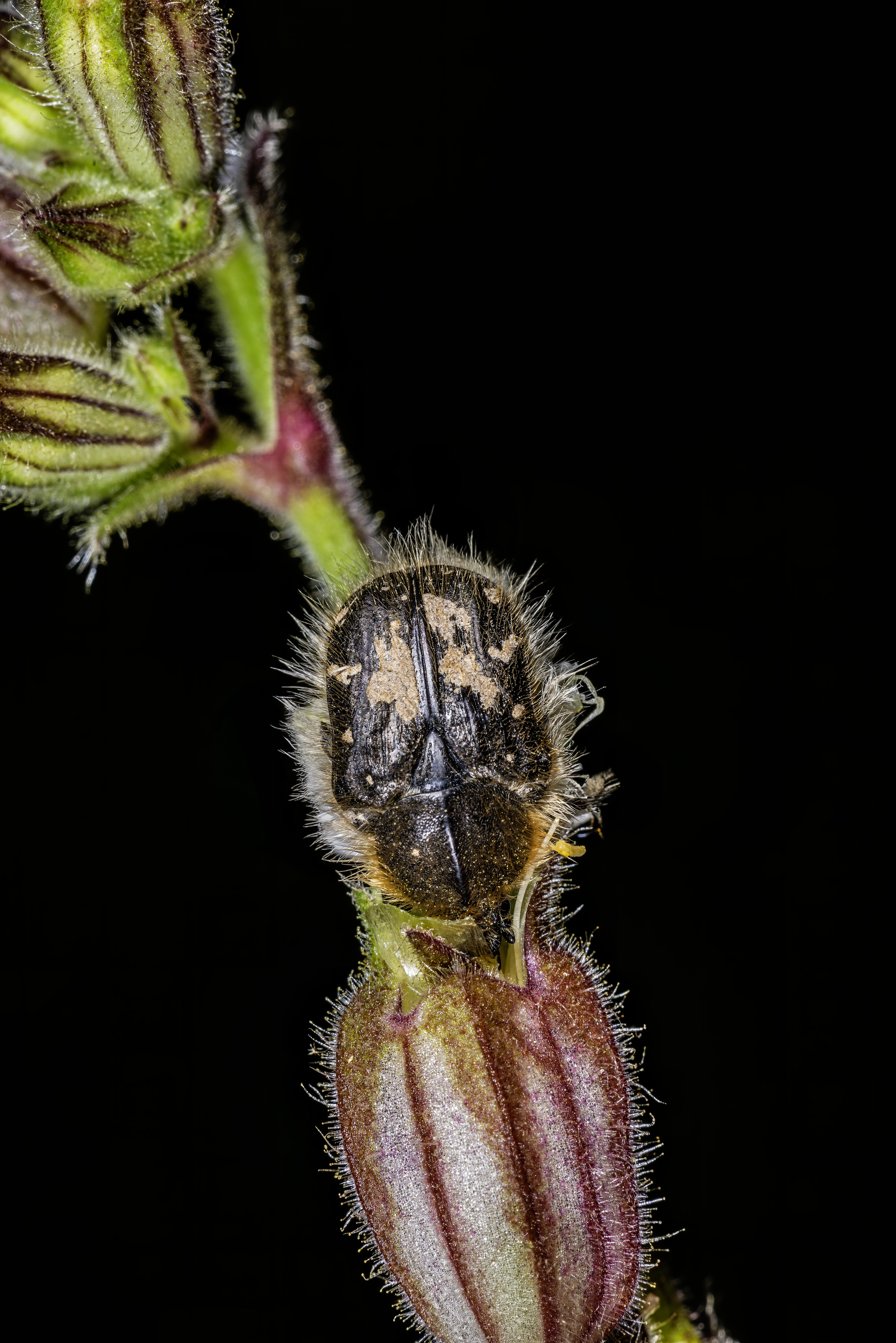
Tropinota squalida sur Silene dioica MHNT

Le nom valide complet (avec auteur) de ce taxon est Tropinota squalida (Scopoli, 1763).
L'espèce a été initialement classée dans le genre Scarabaeus sous le protonyme Scarabaeus squalidus Scopoli, 1763.
Tropinota squalida a pour synonyme :
- Scarabaeus squalidus Scopoli, 1763